# دنیس فومین
دنیس فومین (اوکراینی: Денис Фомін؛ زادهٔ ۲۱ ژوئیهٔ ۱۹۸۶) بازیکن والیبال اهل اوکراین است.